# Wohn- und Wirtschaftsgebäude Mittelbauer 13

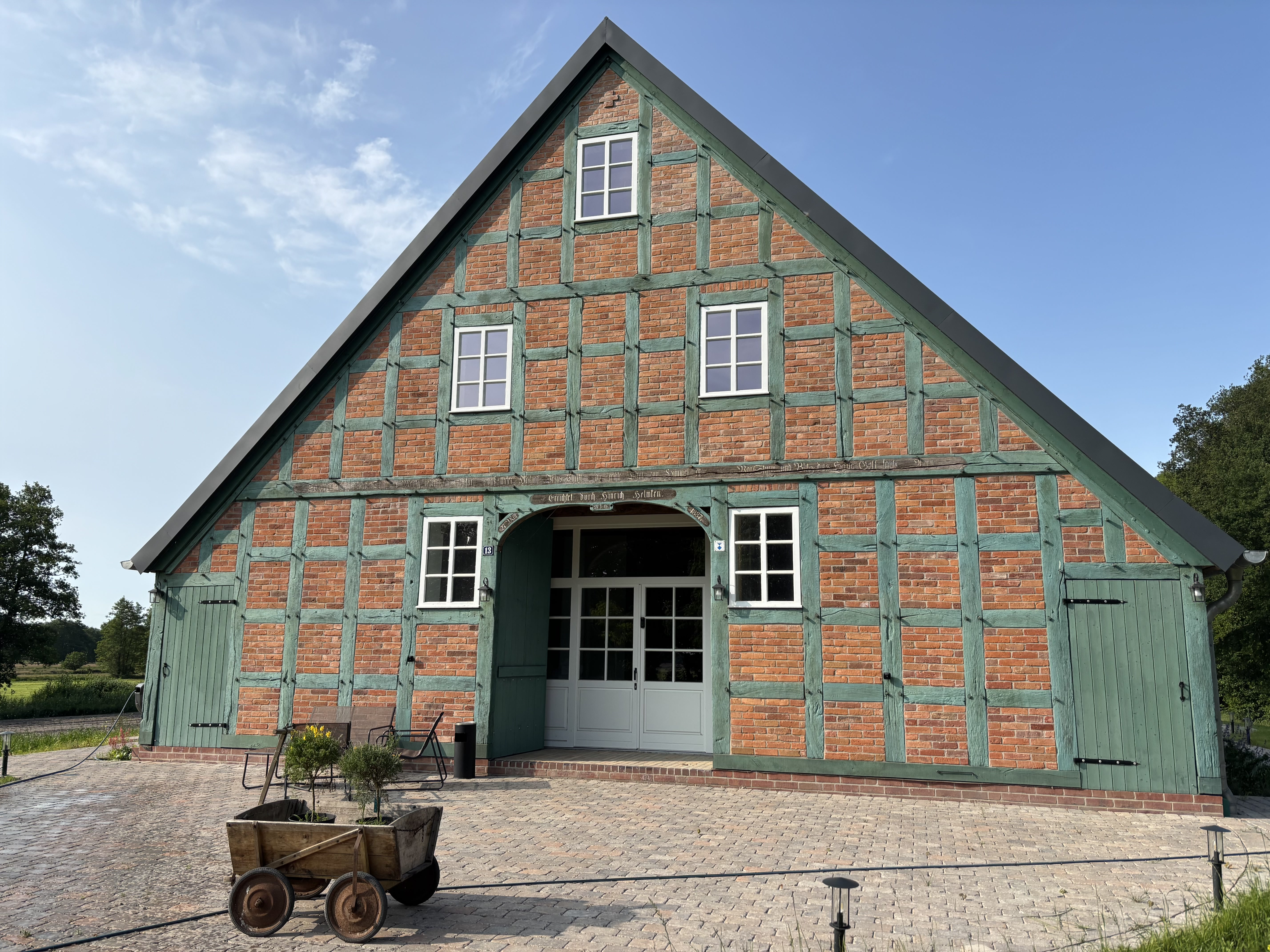
Giebelfront des (2025)

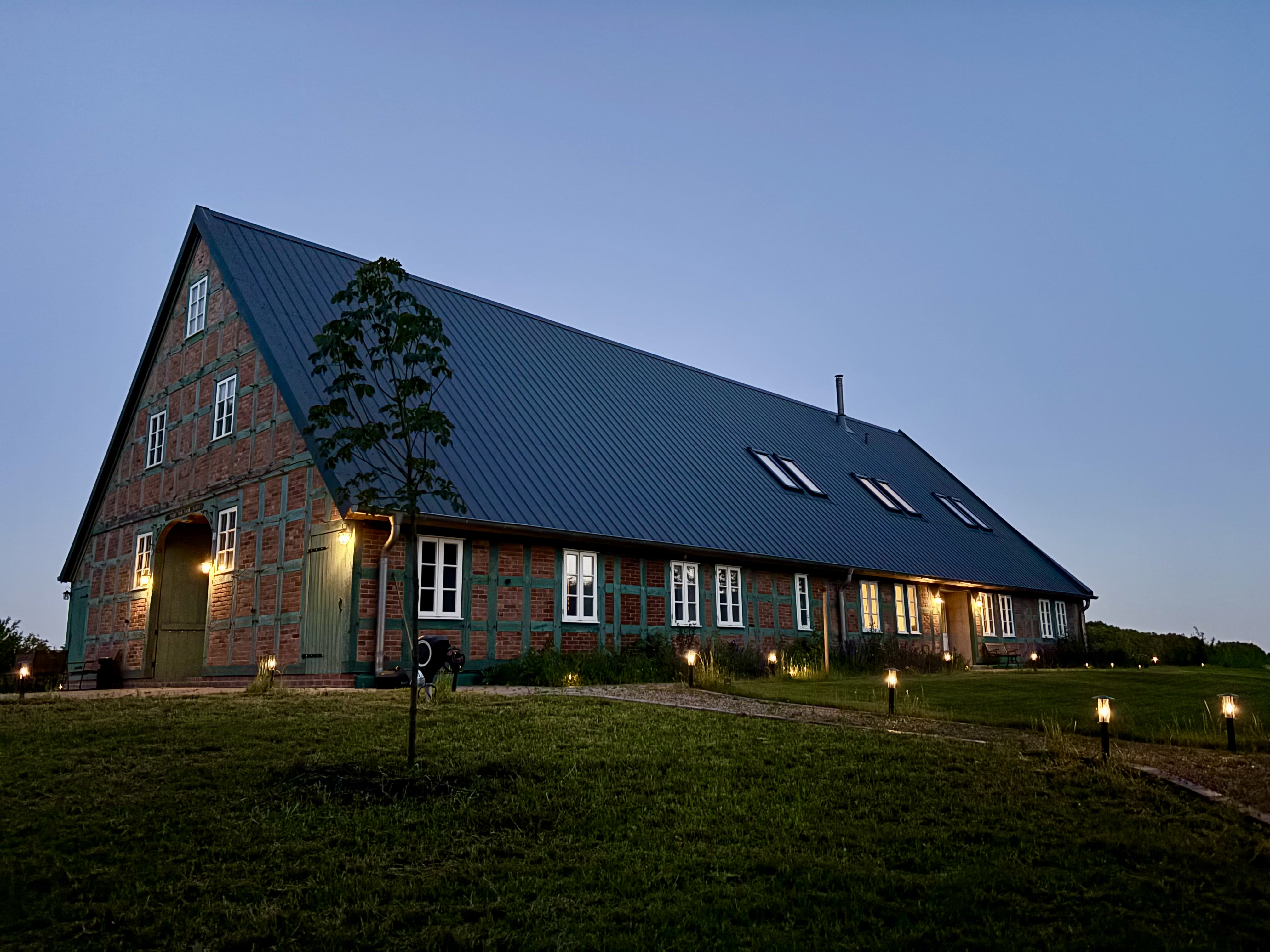
Seitenansicht (2025)

Das Wohn- und Wirtschaftsgebäude Mittelbauer 13 in der niedersächsischen Gemeinde Lilienthal-St. Jürgen im Landkreis Osterholz stammt vom 17. und vom Ende des 19. Jahrhunderts. Aktuell (2025) wird es zum Wohnen und als Ferienwohnung genutzt.
Das Gebäude steht unter Denkmalschutz (siehe auch Liste der Baudenkmale in Lilienthal).

## Geschichte und Beschreibung
Lilienthal geht auf die Gründung des Klosters Lilienthal im 13. Jahrhundert zurück. Der Ortsteil St. Jürgen liegt nordwestlich des Kerns von Lilienthal und stammt aus dem 12. Jahrhundert.
Das eingeschossige giebelständige Gebäude als Zweiständer-Hallenhaus in Fachwerk mit weiß geschlämmten Steinausfachungen, mit reetgedecktem Satteldach und Grooter Door mit Korbbogen wurde im Kern vermutlich im 17./18. Jahrhundert auf einer Wurt gebaut. Der Wohngiebel und die östliche Traufseite sind massiv erneuert worden. Der Wirtschaftsgiebel wurde 1887 (Inschrift) erneuert.
Das Gebäude wurde nach längerem Leerstand ab 2022/24 saniert, u. a. für eine Ferienhausnutzung. Dendrochronologische Untersuchungen ergaben, dass Holzteile von etwa 1638 stammen. Das 36 Meter lange Haus soll um acht Meter gekürzt werden. Der vordere Giebel mit dem Spruchbalken wird dabei abgetragen und später an der gekürzten Stelle wieder aufgebaut.
Das Landesdenkmalamt befand u. a.: „… regionstypisches Hallenhaus in Zweiständerkonstruktion …“